# Gare de Poliénas
Gare de Poliénas vasútállomás Franciaországban, Poliénas településen.

## Vasútvonalak
Az állomást az alábbi vasútvonalak érintik:
- Valence–Moirans-vasútvonal

## Kapcsolódó állomások
A vasútállomáshoz az alábbi állomások vannak a legközelebb:
- Gare de Tullins-Fures
- Gare de Vinay